# Gary Reed
Gary Reed (ur. 25 października 1981 w Corpus Christi w stanie Teksas w Stanach Zjednoczonych) – kanadyjski lekkoatleta, średniodystansowiec, wicemistrz świata z Osaki (2007) w biegu na 800 metrów, dwukrotny olimpijczyk (2004, 2008).
Lekkoatletyczną karierę rozpoczynał od wielobojów, był 4. w dziesięcioboju podczas mistrzostw panamerykańskich (1999), wygrywając bieg na 400 metrów. W późniejszych latach największe sukcesy odnosił na dystansie 800 metrów. W 2010 ogłosił zakończenie kariery.

## Sukcesy

### Mistrzostwa świata
| Mistrzostwa Świata | Miasto | Data            | Konkurencja   | Wynik        | Miejsce |
| ------------------ | ------ | --------------- | ------------- | ------------ | ------- |
| Osaka 2007         | Osaka  | 2 września 2007 | Bieg na 800 m | 1.47,10 min. |         |

### Pozostałe
Reed ma ponadto w dorobku także m.in. 4. miejsca podczas Pucharu świata (Ateny 2006) oraz Igrzysk olimpijskich w Pekinie (2008), a także 2. lokatę w Światowym Finale IAAF (Saloniki 2009).
W latach 2003–2009 siedmiokrotnie zdobywał złote medale mistrzostw Kanady. W 2004 został halowym mistrzem Węgier w biegu na 800 metrów

## Rekordy życiowe
- bieg na 800 m – 1:43,68 (2008), rekord Kanady do 2018[6]
- bieg na 800 m (hala) – 1:46,47 (2004), rekord Kanady do 2024[7]
- bieg na 600 m – 1:14,72 (2003)